# Tejeda de Tiétar
Tejeda de Tiétar là một đô thị trong tỉnh Cáceres, Extremadura, Tây Ban Nha. Theo điều tra dân số 2005 (INE), đô thị này có dân số là 976 người.

## Biến động dân số
| 2001 | 2002 | 2003 | 2004 | 2005 | 2006 |
| ---- | ---- | ---- | ---- | ---- | ---- |
| 1023 | 1015 | 1000 | 987  | 976  | 967  |

40°01′B 5°51′T / 40,017°B 5,85°T